# Aconitum nanum
Aconitum nanum là một loài thực vật có hoa trong họ Mao lương. Loài này được (Baumg.) Simonk. mô tả khoa học đầu tiên năm 1887.